# Šaolinski hram
Šaolinski hram ili šaolinski samostan je chán budistički hram u Song Shanu blizu Zhengzhoua u kineskoj provinciji Henan.
Osnovan je u 5. stoljeću, te je zbog poveznosti s kineskim borilačkim vještinama, posebice šaolinskim kung fuom najpoznatiji Mahayana budistički hram u zapadnom svijetu. Hram te njegova šuma pagoda uvršteni su 2010. godine u UNESCO-ov popis svjetske baštine kao povijesni spomenik Dengfenga.
Prvi opat samostana bio je Batuo, učitelj dhyane koji je došao u Kinu iz Indije 464. godine kako bi širio budističko učenje. Samostan je često puta rušen te ponovno građen, najpoznatije njegovo rušenje bilo je za vrijeme Qing dinastije. Također je bio pogođen za vrijeme Kulturne revolucije, kada su njegovi svećenici zatvoreni, te su uništeni mnogi dokumenti.

## Vanjske poveznice
- Službena stranica  Arhivirana inačica izvorne stranice od 29. lipnja 2011. (Wayback Machine)